# Andaime

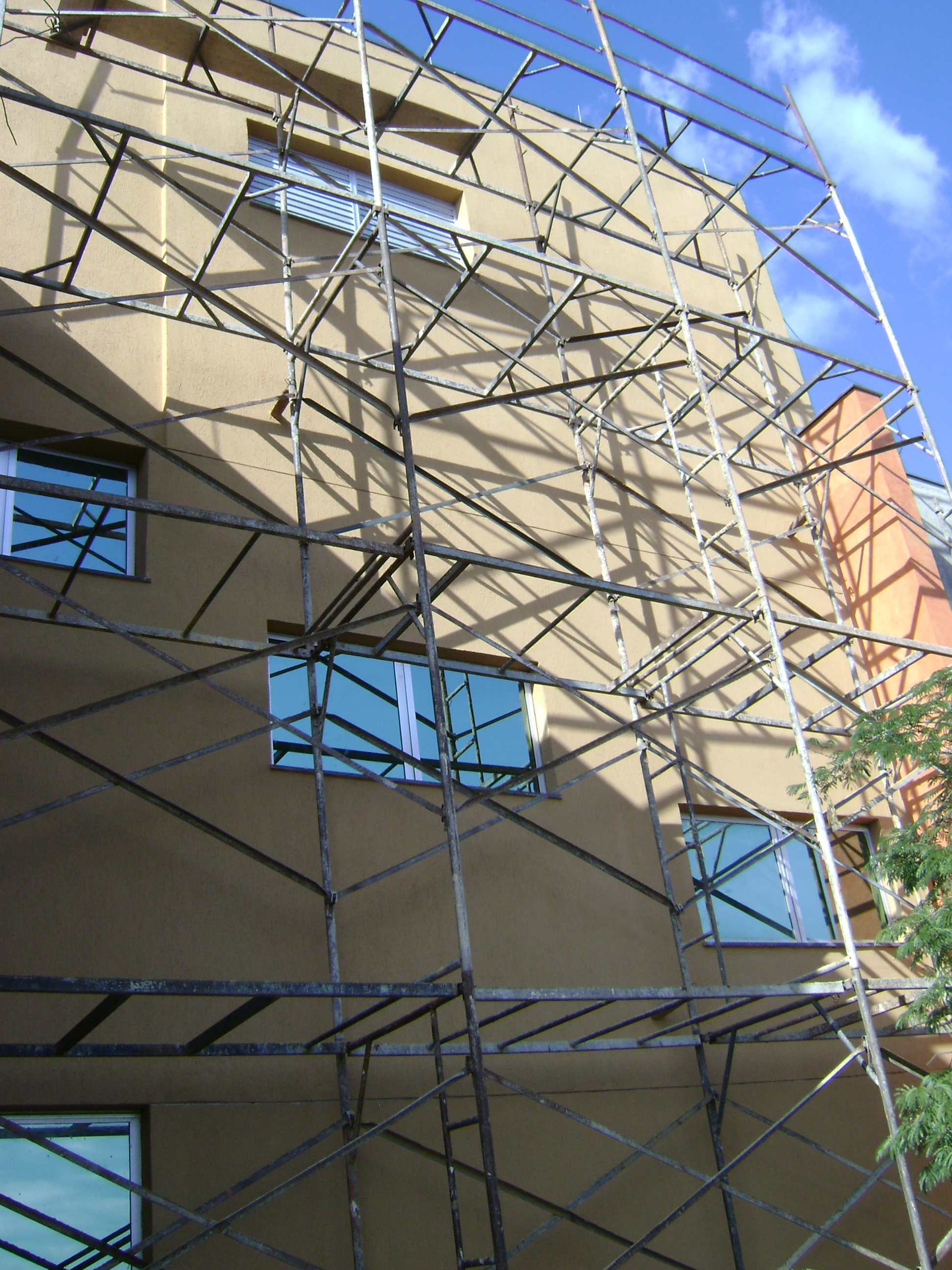
Um prédio do Centro Federal de Educação Tecnológica de Minas Gerais com andaimes em sua fachada

Andaime é o termo utilizado para se designar a estrutura montada para dar acesso a algum lugar ou escorar algo. O andaime possui diversas denominações e tipos, podendo ser constituído por vários tipos de materiais, como: madeira, aço, alumínio, entre outros. Na construção civil, tem sua aplicação mais habitual geralmente em aço, se observando dois modelos mais comuns: os modulares tubulares - painéis que, montados dois a dois, formam torres com elementos de travamento apoiados sobre bases ou rodas - e os fachadeiros - constituídos de colunas, barras e pisos que, juntos, formam um painel, forrando uma determinada superfície, por exemplo uma parede, o que permite um trabalho contínuo. 

## Etimologia
"Andaime" se origina do árabe ad-da'im.

## Legislação aplicada

### Brasil
As principais normas a tratar dos andaimes são a NBR 6494 e a NR 18 . Cada uma dessas normas possui um enfoque distinto.
A norma NR 18 destina-se à construção dos andaimes. Ela exige, dentre outras coisas, que o fabricante dos andaimes seja regularmente inscrita no Conselho Regional de Engenharia e Agronomia, com profissional legalmente habilitado pertencente ao seu quadro de empregados ou societário. 
A ABNT NBR 6494, por sua vez, trata da montagem dos andaimes e determina os requisitos de segurança para que se possa trabalhar nessas estruturas de forma segura.